# Karl Friedrich von Jülich-Kleve-Berg

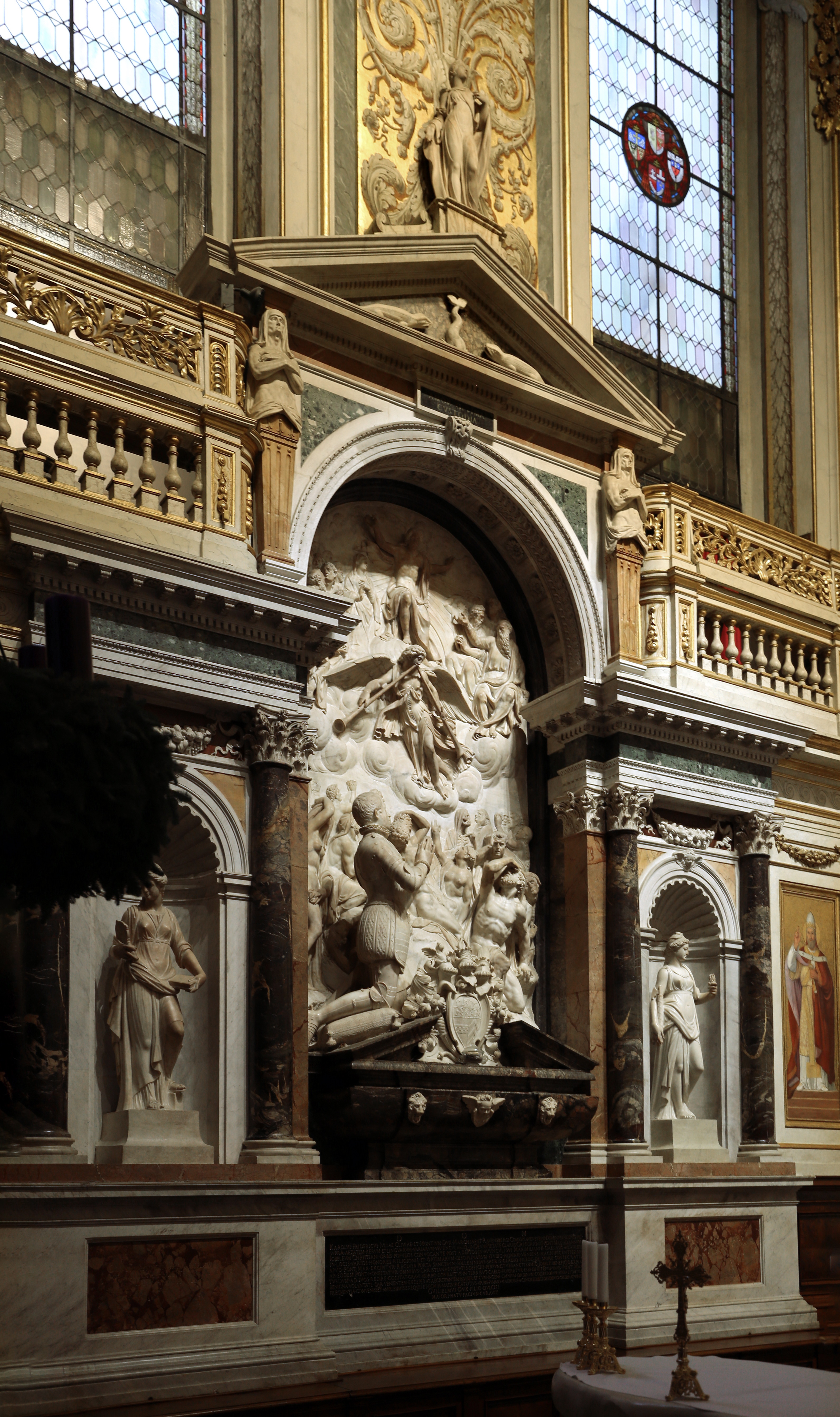
Grabmal von Karl-Friedrich von Jülich-Kleve-Berg in der Kirche Santa Maria dell’Anima in Rom

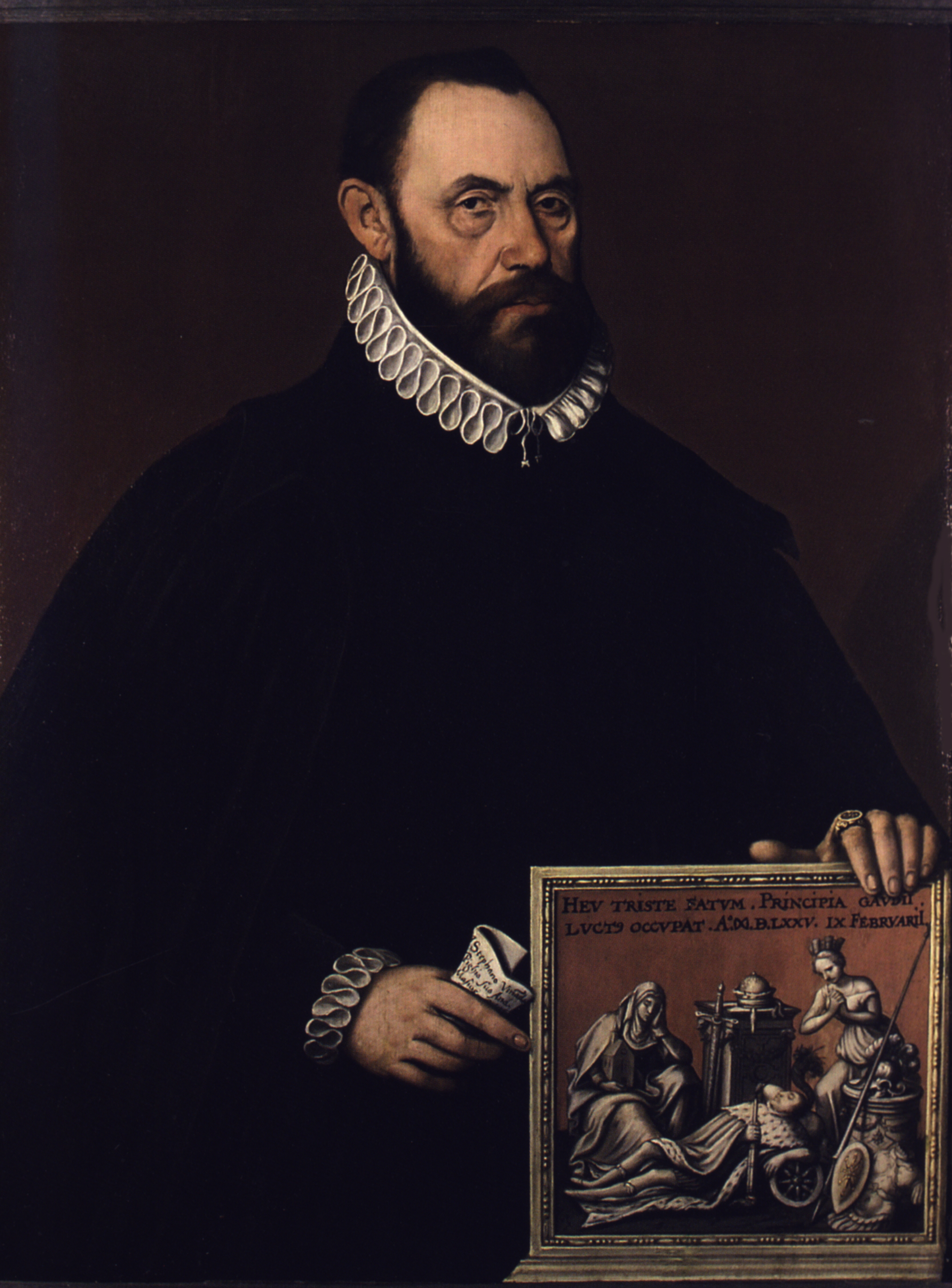
Allegorische Darstellung des Todes Karl Friedrichs auf einem Gedenkbild, das in das Porträt seines Erziehers Stephanus Winandus Pighius eingefügt ist; unbekannter Künstler um 1585

Karl Friedrich von Jülich-Kleve-Berg (* 28. April 1555 in Kleve; † 9. Februar 1575 in Rom) war Erbprinz der Herzogtümer Jülich, Kleve und Berg sowie der Grafschaften Mark und Ravensberg.

## Leben
Karl Friedrich war der älteste Sohn Herzog Wilhelms des Reichen und der Maria von Habsburg, einer Tochter Kaiser Ferdinands I. Er hat durch sein frühzeitiges Ableben, das dem 19-Jährigen auf einer Pilger- und Kavaliersreise in Rom durch eine tödliche Erkrankung an den Blattern widerfuhr, ungewollt tiefe Spuren in der Geschichte des Rheinlandes hinterlassen. Da mit seinem Bruder Johann Wilhelm kein gleichwertiger Thronanwärter an seine Stelle trat, war das düstere Ende des Hauses Jülich-Kleve-Berg mit seinem Tod gleichsam vorprogrammiert. Wäre Karl Friedrich am Leben geblieben, so hätte es keinen Jülich-Klevischen Erbfolgestreit gegeben, Preußen hätte nicht am Rhein Fuß gefasst und die heutige Landkarte Europas sähe womöglich anders aus. 
Karl Friedrich, dem sein Erzieher Stephanus Winandus Pighius mit dem Hercules Prodicius ein berühmtes literarisches Denkmal setzte, dessen Text zum ersten Reiseführer für Italien avancierte, war ein vitaler, hochintelligenter und lebensfroher junger Mann. Bei der Eröffnungsfeier des Heiligen Jahres 1575 im Petersdom zu Weihnachten 1574 gehörte er zu den Ehrengästen Papst Gregors XIII. Diesem war sehr an seinem Gast gelegen, denn er hoffte, dass der junge Erbprinz später im Sinne der vom Heiligen Stuhl angestrebten Gegenreformation auf seine in der Glaubensfrage gespaltenen Länder sowie auf die benachbarten protestantischen Gebiete einwirken würde. Daher verlieh er ihm eine Woche später das geweihte Schwert und den Hut, eine Ehrung als Fidei defensor, die sonst nur Königen galt.  Als Karl Friedrich nur fünf Wochen später starb, zahlte Gregor XIII. die fürstliche Bestattung und den enormen Trauerzug aus eigener Kasse und ließ ihn in der römischen Kirche der deutschen Nation, Santa Maria dell’Anima, gegenüber von Papst Hadrian VI. begraben. Er erhielt ein prachtvolles Ehrengrab nach dem Entwurf seines Erziehers Pighius, ausgeführt von den Bildhauern Nicolas Mostaert und Gillis van den Vliete, das unter anderem eine Auferstehungsszene zeigt, die auf eine intensive Auseinandersetzung mit der 1506 gefundenen Laokoon-Gruppe verweist. Der zweite Teil des Grabmals, ein Relief mit der Szene von der Verleihung des geweihten Schwertes durch Gregor XIII., hängt heute im Vorraum der Kirche. Die dortige Inschrift besagt, dass der Prinz einen frühreifen Verstand besaß, von leuchtender Frömmigkeit war und sich auf viele Dinge und Sprachen verstand.